# Photis parvidons
Photis parvidons är en kräftdjursart som beskrevs av Chris Conlan 1983. Photis parvidons ingår i släktet Photis och familjen Isaeidae. Inga underarter finns listade i Catalogue of Life.